# 埃文斯顿 (怀俄明州)
埃文斯顿（英語：Evanston），是美国怀俄明州尤因塔县（Uinta）下属的一座城市。该市的人口在2000年为11,507人，2010年有12,359，2011年则估计有12,282人。